# Сражение при Грин-Спринг
Сражение при Грин-Спринг (англ. Battle of Green Spring) — одно из сражений Йорктаунской кампании американской Войны за независимость, которое произошло 6 июля 1781 года около плантации Грин-Спринг на территории вирджинского округа Джеймс-Сити. Американский бригадный генерал Энтони Уэйн, который командовал авангардом армии Лафайета, попал в засаду, устроенную лордом Корнуоллисом. Сражение стало последним наземным сражением Йорктаунской кампании перед осадой Йорктауна.
В конце июня 1781 года лорд Корнуоллис привёл армию в Уильямсберг, где получил приказ отправиться в Портсмут и оттуда переправить армию в Нью-Йорк. 4 июля Корнуоллис выступил из Уильямсберга в Джеймстаун, чтобы там переправиться через реку Джеймс. Лафайет решил, что сможет напасть на арьергарды Корнуоллиса во время переправы. Корнуоллис разгадал замыслы Лафайета и подготовил засаду. Авангард под командованием генерала Уэйна попал в ловушку и был на грани уничтожения; понимая, что не сможет отступить, Уэйн бросил свой отряд в штыковую атаку на превосходящие силы противника. Эта атака остановила англичан, и дала Уэйну шанс отступить. Корнуоллис не стал развивать успех, а продолжил переправу через реку Джеймс.

## Предыстория
В мае 1781 года, генерал Чарльз Корнуоллис прибыл в Питерсберг после длительной кампании в Северной и Южной Каролине. В дополнение к своим 1400 солдатам, он взял под своё командование ещё 3600, которые находились под командованием перебежчика Бенедикта Арнольда, и вскоре после этого его усилили ещё около 2000 человек, присланных из Нью-Йорка.
Этим силам противостояли значительно меньшие силы Континентальной армии во главе с маркизом де Лафайетом, которые тогда находились в Ричмонде. Следуя приказам, первоначально отданным предшественнику Арнольда, Уильяму Филлипсу (который умер за неделю до прибытия Корнуоллиса), Корнуоллис работал над устранением способности Виргинии поддерживать революцию, преследуя армию Лафайета, численность которой составляла всего 3000 человек и включала большое количество неопытной милиции.
Лафейет успешно избегал столкновений с Корнуоллисом, который использовал своё численное преимущество для набегов на экономические, военные и политические цели в центральной части Виргинии. Примерно через месяц этой деятельности Корнуоллис вернулся на восток и направился в Уильямсберг. Войска Лафайета, численность которых выросла до 4000 человек с прибытием подкрепления Континентальной армии под командованием генерала Энтони Уэйна и дополнительных опытных ополченцев под командованием Уильяма Кэмпбелла, последовал за Корнуоллисом. Воодушевленный увеличением численности своих войск, Лафайет также стал более агрессивным в своей тактике, посылая отряды, чтобы противодействовать отрядам, которых Корнуоллис отправлял в экспедиции за кормами и в рейды.
Когда Корнуоллис прибыл в Уильямсберг, он получил приказ от генерала, сэра Генри Клинтона отправиться в Портсмут и подготовить отряд войск для возвращения в Нью-Йорк. В соответствии с этим приказом Корнуоллис начал движение на юг на полуостров Виргиния 4 июля, планируя пересечь широкую реку Джеймс на пароме близь Джеймстауна. За ним последовал Лафайет, передовые части которого достигли Мельницы Норрелла 5 июля, примерно в 8 милях (13 км) от парома.
Лафайет увидел возможность атаковать британские войска, поскольку они совершили трудную переправу через реку. Корнуоллис также заметил такую возможность и решил устроить ловушку, надеясь захватить часть армии Лафайета. Он отправил обоз и «Рейнджеров королевы» Джона Грейвса Симко через реку и скрыл свои главные силы возле переправы. Корнуоллис также отправил «дезертиров» к американцам с информацией о том, что большая часть британских войск успела переправиться, оставив только арьергард на северной стороне реки.

## Накануне
Положение, где Корнуоллис скрывал свою армию, было выбрано правильно. Слева непроходимая болотистая местность, спускающаяся к реке. Справа также были болота и несколько прудов. Доступ с остальной части материка к парому осуществлялся через 400-метровую дорогу от плантации Грин-Спринг, окружённую болотами, которые должна была преодолеть наступающая армия. Граф выстроил свою армию в две линии, поставив 76-й и 80-й полки вместе с частью 43-го и Британского легиона Банастра Тарлетона слева, а бригаду гвардейцев и вспомогательных отрядов гессенцев справа. Оба крыла также включали лёгкие пехотные роты. Корнуоллис оставил небольшую роту немецких егерей и нескольких человек из Легиона, чтобы создать видимость пикета в арьергарде, и дал им приказ, как можно дольше сопротивляться американскому наступлению.
Бригадный генерал Энтони «Безумный» Уэйн руководил авангардом войск Лафайета, которая в составе около 500 человек, рано утром 6 июля вышла из таверны Норрелла. Когда Уэйн достиг Грин-Спринга, он осмотрел местность и заметил присутствие британских гвардейцев. Когда Лафайет подошёл со своими основными силами, он приказал направить к нему ещё войска около 1 часа дня. В ожидании этих войск произошла небольшая перестрелка. Отряд Уэйна включал в себя 200 стрелков из Виргинии под командованием майоров Джона Уиллиса и Ричарда Кэлла при поддержке дополнительной лёгкой пехоты во главе с Джоном Фрэнсисом Мерсером, Уильямом Гальваном и МакФерсоном. Континентальный батальон из Пенсильвании полковника Вальтера Стюарта сформировал резерв. Лафайет отправил вперёд два пенсильванских батальона под командованием полковников Ричарда Батлера и Ричарда Хэмптона и лёгкий пехотный батальон майора Джона П. Уиллиса. В этот момент, Лафайет начал подозревать неладное и поэтому придержал рядом лёгкие пехотные батальоны полковников Фрэнсиса Барбера и Джозефа Воза. Подкрепление из трёх батальонов увеличило численность силы, которую Уэйн направил к болотам около 15:00, до восьмисот человек. Силы Уэйна теперь состояли из двух отрядов стрелков, одного отряда драгун и большей части Пенсильванского полка, и включали три орудия. Когда они соединились, Лафайет выехал к косе на берегу реки, с которой он мог наблюдать за происходящим.

## Сражение
Затем передовые силы Уэйна и британские пикеты начали длительную перестрелку, продолжавшуюся почти два часа. Британские силы медленно отступали, понеся значительные потери в результате настойчивого американского наступления. Стрелки Уэйна показали себя особенно хорошо, отбросив силы нескольких британских командующих. Однако ситуация изменилась около 5 часов вечера, когда американцы достигли покинутого орудия, которое Корнуоллис оставил на дороге. Захват орудия был сигналом для британской контратаки, которая началась с обстрела картечью и дрейфгагелем, а затем последовала атака пехоты.
Лафайет со своей позиции на реке заметил главные британские силы и понял, что Уэйн попадает в ловушку. Однако он не смог вовремя связаться с Уэйном, чтобы отозвать его. Он немедленно начал продвигать дополнительные войска вперёд, пытаясь предотвратить закрытие ловушки. Тем временем британская атака привела американцев в некоторое замешательство, и Уэйн был обеспокоен тем, что отступление превратится в беспорядочный разгром. Уэйн перестроил свою линию, приказав, чтобы артиллерия произвела залп картечью, и затем атаковать численно превосходящих британцев.
Смелая атака Уэйна сработала; она успешно сдерживала британское наступление до подхода войск Лафайета. Лафайет поехал вперёд, чтобы помочь в управлении американским отступлением, которое начало рушиться после того, как Корнуоллис лично возглавил контрнаступление. Во время отступления два американских орудия пришлось оставить из-за нехватки лошадей. Поскольку солнце начало садиться, Корнуоллис решил не преследовать американцев, которые отступили к Грин-Спрингу.

## Последствия
В британских сообщениях о жертвах в бою перечислено 5 офицеров и 70 военнослужащих убитыми или ранеными Американские жертвы, по сообщениям, насчитывают около 150, в том числе 28 убитых. Корнуоллис, довольный победой, не преследовал отступающих американцев, а вместо этого пересек Джеймс, как и планировалось, и отправился в Портсмут. Там его действия по вводу войск были отменены новыми приказами Клинтона, который вместо этого приказал ему использовать свои силы для создания укреплённой военно-морской станции. Это Корнуоллис решил сделать в Йорктауне, где он был вынужден сдаться после краткой осады в октябре 1781 года.
Лафайет в своих донесениях и отчётах на более поздних этапах кампании в Виргинии рисовал движения Корнуоллиса в Уильямсберг и Портсмут как отступление. Эти сообщения укрепили репутацию Лафайета, и битва, хотя и была тактическим поражением, не повредила этой репутации. Генерал Уэйн написал о своём решении атаковать британцев, что это «один из тех осторожных, смелых манёвров, которые редко не дают желаемого эффекта; результат в этом случае полностью оправдал его». Лафайет публично похвалил наступление Уэйна, но в частном порядке записал, что Уэйн сделал тактические ошибки, и битва читается хорошо лишь «в газете». Генерал Питер Муленберг возложил вину за потерю на «импульсивность нашего брата-бригадира». Биограф Уэйна Пол Нельсон полагает, что американцы того времени «едва ли могли решить после битвы, восхищаться ли Уэйном за его храбрый и импульсивный характер или осуждать его как безрассудного искателя приключений».